# Миланчић Миљевић
Милан Миланчић Миљевић (Јелашиновци, код Санског Моста, 15. август 1909 — Бања Лука, 28. септембар 1983) био је учесник Народноослободилачке борбе, генерал-мајор ЈНА и народни херој Југославије.
До почетка Другог светског рата 1941. бавио се земљорадњом, а након почетка устанка у Подгрмечу формирао је групу другова са којима се јула 1941. прикључио устаницима. Био је члан Штаба Јелашиновачког герилског одреда, који је крајем 1941. реорганизован у Саничку партизанску чету, у којој је био заменик командира. Почетком 1942. постао је заменик команданта Првог батаљона Петар Шкондрић Првог крајишког партизанског одреда, са којим се истакао у борбама приликом напада на Приједор, Саницу и Сански Мост. Због заслуга у току устанка и у каснијој борби, августа 1942. примљен је у чланство КП Југославије.
Фебруара 1943. постављен је за заменика команданта Шесте крајишке бригаде, а почетком маја исте године за команданта Подгрмечког одреда. Потом се налазио на дужности команданта Осме крајишке бригаде и од јуна 1944. команданта Шесте крајишке бригаде. Као командант бригаде, истицао се храброшћу у борбама, а посебно у нападу на Бања Луку (децембар 1943), уништењу оклопног воза у Приједору (април 1944), током Дрварске операције (јун 1944), нападу на Травник (октобра 1944) и др. Његова бригада је 22. априла 1945. прва ушла у ослобођену Бања Луку.
Након рата је наставио војну каријеру у ЈНА, где се до пензионисања 1963. налазио на дужностима у команди града и војног округа Бања Лука. Након пензионисања посеветио се друштвено-политичком раду учествујући у организовању Грмечке кориде, развоју сеоског туризма у Подрмечу и др. Био је члан Савета Републике СР Босне и Херцеговине. Сахрањен је у родном месту.

## Биографија
Рођен је 16. августа 1909. у селу Јелашиновци, код Лушци Паланке, у близини Санског Моста. Потицао је из многочлане земљорадничке породице, а у породичној задрузи су поред његове уже породице живеле и породице четири брата његовог оца Милана. Били су средњег имовинског стања, а сви одрасли мушкарци су се искључиво бавили земљорадњом. Након завршене четворогодишње школе, Миланчић се бавио земљорадничким пословима. Године 1926. када је имао 17 година оженио се Маром Миљуш, из Миљеваца и у браку са њом добио осморо деце — четири ћерке и четири сина. Након што је одслужио војни рок у Југословенској војсци, по очевој жељи је преузео старешинство у кући. Од ране младости волео је да слуша јуначке и хајдучке песме, као и песме о о подвизима устаника у бунама током 19. века. Касније је постао и велики љубитељ оружја, лова и коња.

### У устанку 1941.
Почетком 1941. у време када се Краљевина Југославија, налазили у политичкој кризи око приступања Тројном пакту, био је као и многи други, позван у резервни састав, па се у време напада Сила осовина, априла 1941. налазио у јединицама Југословенске војске. Током краткотрајног Априлског рата, његова јединица налазила се између Оџака и Добоја, а након капитулације, успео је да избегне заробљавање и врати се кући. Из рата је донео пушку са седамдесет метака и два пиштоља, које је заједно са својом ловачком пушком и педесет метака закопао, како не би пале у руке окупатору. Након окупације Југославије и стварања Независне Државе Хрватске (НДХ), почели су усташки злочини над српским становништвом, па је Миљевић кренуо да окупља младиће по селу и са њима разговара о усташком терору и пружању отпора. Распитивао се ко од њих има скривено оружје и формирао сеоске страже, које су чувале село од могућег упада усташа.
Напад устаничких снага на жандармеријску касарну у Лушци Паланци 30. јула 1941. узбунили су сељаке у околним селима. Чувши пуцњаву Миљевић је откопао скривено оружје и окупио групу младића из села, којој су се убрзо придружиле групе устаника из Дабра и околних села и са њима извршио упад у села Хусимовци и Доњи Каменград, из којих су мање групе усташа и жандарма побегле у Сански Мост. Након пар дана, 9. августа 1941. јаке италијанско-домобранске снаге успеле су да овладају простором, који су заузели устаници, чиме је дошло до распада „фронта” према Санском Мосту. Како је тада дошло и до осипања устаника, с обзиром да је већина била ненаоружна, Миљевић је око себе окупио групу од осам бораца, међу којима је су били Раде Бркић и Урош Кукољ. Наоружани са четири војничке и три ловачке пушке, они су били једина устаничка група на овом терену. Приликом упада непријатељских снага у Миљевце, Лушци-Паланку и Праштале, ова група им је у зору 10. августа поставила заседу у Миљевцима и нанела губитке од седморо мртвих, док је осталр натерала у повлачење према Санском Мосту. Средином августа 1941. његова устаничка група је ступила у тада формирани Јелашиновачки герилски одред, чији је командант био Петар Шкондрић. Миљевић је тада постао члан Штаба одреда, заједно са Михаилом Шкондрићем и Здравком Прошићем.
Учествовао је у успешној заседи у близини села Јањила, код Босанског Петровца, 27. августа 1941. коју су извршили борци Јелашиновачког одреда и борци батаљона Слобода, под командом Милана Зорића. Том приликом разбијена је домобранска моторизована колона, која се морала повући у Петровац. Заједно са Петром Шкондрићем, учествовао је на саветовању у Штабу партизанских одреда за Босанску крајину, одржаном 21. септембра 1941. у Мајкић Јапри. Том приликом командант Штаба Данко Митров честитао је руководиоцима Јелашиновачког одреда на постигнутим успесима у борбама, а након овог саветовања Јелашиновачки герилски одред преименован је у Јелашиновачки партизаснки одред. Заједно са Шкондрићем, Миљевић је био један од најутицајнијих поборника формирања чвршћих устаничких јединица и настављања оружане борбе. Када је у јесен 1941, након интервенције италијанских окупационих снага против устаничких снага у Босанској крајини, почела подела међу устаницима на партизане и четнике, иако се до рата није бавио политиком, определио се за Народноослободилачки покрет (НОП), који је предводила Комунистичка партија Југославије (КПЈ).
Приликом реорганизације устаничких партизанских снага у Босанској крајини октобра 1941. Јелашиновачки одред је постао Саничка партизанска чета. За заменика командира ове чете Миљевић је постављен почетком децембра 1941, али је и поред тога најчешће био на положају са борцима, настојећи да искористи сваку прилику да постави заседу непријатељу. Због способности у руковођењу, као и испољене храбрости у борби, након реорганизације Првог крајишког партизанског одреда, када је Саничка чета прерасла у Санички батаљон, који је назван Први батаљон Петар Шкондрић, постављен је јануара 1942. на дужност заменика команданта батаљона.

### Народноослободилачка борба
Априла 1942. упућен је на петнаестодневни војно-политички курс, који  је одржан у Бенаковцу, код Босанске Крупе, а оосле завршетка курса враћен на исту дужност. Маја 1942. са борцима Саничког батаљона организовао је заседу италијанским снагама, које су се из Кључа кретале према Босанском Петровцу. Пре акције, како би извидио кретање непријатеља, заједно са двојицом курира је на коњима пошао у сусрет непријатељу, а када су били примећени отворили су брзу паљбу и задржали непријатеља до пристизања осталих делова батаљона, након чега су италијанске снаге биле разбијене. Приликом напада Првог крајишког партизанског одреда на Приједор, маја 1942. учествовао је у борбама на подручју Тујова. Својим личним јунаштвом, као и добрим руковођењем, допринео је да његов батаљон брзо ликвидира непријатељска упоришта на том сектору и продре у центар града. Том приликом његови борци су запленили две хаубице и доста другог наоружања, муниције и војне опреме. За заслуге у току организовању устанка, као и због сталног истицања у борби, августа 1942. примљен је у чланство Комунистичке партије.
Приликом реорганизације Првог крајишког партизанског одреда у Шесту крајишку ударну бригаду, 14. октобра 1942. постављен је на дужност команданта Првог батаљона Петар Шкондрић. Децембра 1942. учествовао је у нападу на непријатељска упоришта у Санском Мосту и његовој околини. У првој ноћи напада борци његовог батаљона успели су први да ликвидирају упоришта у Брајића Тавану и омогуће другим батаљонима да лакше заузму остала упоришта и заузму положаје на прилазима Санском Мосту. Наредних дана његов батаљон је приликом напада на Сански Мост, успео да продре у град до моста на реци Сани, што је допринело да Шеста крајишка бригада овлада читавим западним делом града. У првом делу Четврте непријатељске офанзиве, током јануара и фебруара 1943, Први батаљон Петар Шкондрић бранио је слободну територију од немачких и усташко-домобранских снага. Током четвородневних борби на Брајића Тавану, Дједовачи и Умцима овај батаљон успео је да узастопним јуришима три пута одбије напад два ојачана батаљона Друге домобранске брдске бригаде и примора их на повлачење према Санском Мосту. Приликом четвртог напада 25. јануара 1943. надмоћније домобранске снаге, ојачане једном немачком четом, готово су потиснуле Први батаљон, али му је у сумрак истог дана у помоћ стигао Трећи батаљон Прве крајишке бригаде, након чега су потпуно разбили два домобранска батаљона и немачку чету, неневши им губитке од око 150 рањених и погинулих војника, међу којима је био и један домобрански пуковник. Том приликом заробљена је велика количина оружја и муниције. О овој борби заменик начелника Врховног штаба НОВ и ПОЈ Велимир Терзић обавестио је Врховног команданта НОВ и ПОЈ Јосипа Броза Тита, који је издао похвалу борцима Првог батаљона и његовом команданту Миланчићу Миљевићу, коју су облавили Радио Слободна Југославија и лист Борба.
У току офанзиве, Штаб Првог босанског ударног корпуса је 7. фебруара 1943. Миљевића поставио на дужност заменика команданта Шесте крајишке бригаде, али је он и даље остао на положајима са својим Првим батаљоном, што је знатно допринело успешним борбама овог батаљона у подручју Смрењака 12. фебруара 1943. и обезбеђивању пребацивања бораца Друге и Пете крајишке бригаде и народа у подручје Липника, као и приликом непријатељске офанзиве на Подгрмеч, априла 1943. године. Приликом формирања новог Подгрмечког партизанског одреда, почетком маја 1943. Миљевић је именован за његовог команданта, док је његов заменик био Михаило Шкондрић. Одред је брзо растао и организационо јачао, па је већ у јуну имао близу 400, а средним јула 1943. преко 900 бораца. Маја 1943. приликом увођења војних чинова у НОВЈ, Миљевић и Шкондрић су добили чин мајора, а септембра 1944. одлуком Председништва АВНОЈ-а за умешност у командовању и специјалне подвиге одликован је Орденом партизанске звезде другог реда.
Био је командант 6. крајишке ударне бригаде. Дана 22. априла 1945, Шеста крајишка бригада, на челу са командантом Миланчићем Миљевићем, умарширала је тријумфално у Бањалуку, ослободивши је од фашиста.
Познат је и по томе што је његова бригада једина од свих партизанских јединица успела да зароби неког немачког команданта — носиоца Хитлеровог крста првог реда, племића Хаберлејна. Миљевић је 22. априла 1944. организовао и прву фудбалску утакмицу, основао први фудбалски клуб у бившој Југославији — Подгрмеч из Санског Моста.

### Послератна каријера
Након ослобођења Југославије, наставио је војну каријеру у Југословенској народној армији (ЈНА). Налазио се на дужности команданта војног подручја Бања Луке, команданта војног округа Бања Лука, а затим помоћника команданта војног подручја Бања Лука. Из рата је изашао у чину мајора, а непоредно након његовог завршетка унапређен је у чин потпуковника. Касније је унапређен у чин пуковника, а децембра 1962. у чин генерал-мајора. Године 1963. је пензионисан и преведен у резерву.
Након одласка у пензију, посветио се организовању борби бикова на Грмечкој кориди, а био је и страствени ловац. Биран је за члана Савета Републике Босне и Херцеговине. Преминуо је 28. септембра 1983. у Бања Луци, а сахрањен је у родном месту.
Носилац је Партизанске споменице 1941. и других југословенских одликовања, међу којима су Орден партизанске звезде другог реда, Орден републике са златним венцем, Орден заслуга за народ другог реда, Орден братства и јединства другог реда, Орден за храброст, Орден партизанске звезде трећег реда и др. Орденом народног хероја, одликован је 20. децембра 1951. године. Новембра 1979. добио је Награду ЗАВНОБиХ-а за животно дело.